# Back to Bedlam
Back to Bedlam je debutové album britského hudebníka Jamese Blunta, které vyšlo v roce 2004. Album produkovala i zpěvačka skupiny 4 Non Blonds Linda Perry.

## Informace o albu
Téměř ve všech zemích dosáhla deska obrovských úspěchů, hlavně díky písním You're Beautiful nebo Goodbye My Lover.
Back to Bedlam je dokonce zapsána i v Guinnessově knize rekordů jako nejprodávanější deska v Británii.
Opakem je ocenění časopisu NME Awards, který tuto desku označil za nejhorší album roku 2005. Blunt si ocenění převzal v roce 2023.

## Seznam písní
1. High – 4:03
2. You're Beautiful – 3:33
3. Wisemen – 3:42
4. Goodbye My Lover – 4:18
5. Tears and Rain – 4:04
6. Out of My Mind – 3:33
7. So Long Jimmy – 4:24
8. Billy – 3:37
9. Cry – 4:06
10. No Bravery – 4:00

## Umístění ve světě
| Hitparáda         | Umístění |
| ----------------- | -------- |
| Světová hitparáda | 1        |
| Velká Británie    | 1        |
| Austrálie         | 1        |
| Rakousko          | 1        |
| Belgie            | 1        |
| Kanada            | 1        |
| Dánsko            | 1        |
| Německo           | 1        |
| Řecko             | 1        |
| Irsko             | 1        |
| Nový Zéland       | 1        |
| Švédsko           | 1        |
| Švýcarsko         | 1        |
| Nizozemsko        | 2        |
| Francie           | 2        |
| USA               | 2        |
| Španělsko         | 4        |
| Japonsko          | 7        |
| Finsko            | 10       |

| Prodejnost | Počet      |
| ---------- | ---------- |
| Celkem     | 11,000,000 |